# متكاورة كروية
متكاورة كروية (الاسم العلمي:Sphaerophorus globosus) هي نوع من الفطريات تتبع جنس المتكاورة من فصيلة المتكاورات.